# Naesia
Naesia là một chi bướm đêm thuộc họ Noctuidae.